# بیمارستان شهید سلیمانی (فردیس)
بیمارستان شهید سلیمانی بیمارستانی است درمانی واقع در شهر فردیس، استان البرز وابسته به دانشگاه علوم پزشکی البرز است.